# عصور في فوضى
عصور في فوضى، هو كتاب للمؤلّف المثير للجدل إيمانويل فيليكوفسكي. نُشر الكتاب للمرة الأولى عن دار دابلداي للنشر في عام 1952، التي أضافت مقدّمةً تتضمّن مراجعةً رئيسيةً عن تاريخ الشرق الأدنى القديم؛ مدّعيةً أن هناك خطأ فيما يتعلّق بتاريخ مصر القديمة وإسرائيل القديمة يُقدّر بنحو خمسة قرون. ألحق فيليكوفسكي هذا الكتاب ببعض الأعمال الأخرى، محاولًا إكمال إعادة تشكيله للتاريخ القديم؛ تُعرف هذه الكتب باسم سلسلة عصور في فوضى.
تعرّضت أعمال فيليكوفسكي لانتقادات قاسية، إذ لم يسلم حتّى من انتقادات زملائه المختصّين بمراجعة التسلسل الزمني.

## خلاصة
طرح فيليكوفسكي أفكاره باقتضاب في أطروحات لإعادة تشكيل التاريخ القديم في عام 1945، إذ زعم من خلاله بأن هناك تحريف في تاريخ الشرق الأدنى القديم وصولًا إلى عهد الإسكندر الأكبر. يُعتبر عصور في فوضى أوّل أعماله الكاملة حول هذا الموضوع.
انطلق فيليكوفسكي في مجلّده الأول من هذه السلسة من الحقبة الزمنية للتيه (الخروج)؛ إذ زعم بأنّه لم يحدث في مرحلة ما خلال عهد المملكة المصرية الحديثة كما تقول العقيدة الأرثوذكسية، بل في أثناء انهيار المملكة المصرية الوسطى. أكثر فيليكوفسكي من استخدام مفهوم «الأشباح المزدوجة» أو الأنا الثانية في هذا المجلّد وغيره من المجلّدات اللاحقة؛ إذ يتمثّل هذا المفهوم بشخصيات تاريخية تُعرف بأسماء متعدّدة في مصدرين مختلفين (على سبيل المثال، المصرية واليونانية) وتُعتبر شخصيات مختلفة تعيش في قرون مختلفة، لكنّه يعتبر هذه الروايات مؤرّخة على نحو خاطئ وأنّها تعود للأفراد نفسهم والأحداث ذاتها.
زعم فيليكوفسكي أنّ بردية إيبوير تعود في الزمن إلى بداية الفترة المصرية الانتقالية الثانية، وادّعى بأنه كُتب عليها قصّة مصرية حول ضربات مصر. عّرف فيليكوفسكي ديدوموس الأول على أنّه «فرعون التيه» (أقدم بكثير من جميع المرشّحين الرئيسيين)، ثمّ عرّف الهكسوس على أنّهم العمالقة التوراتيين والملكة المصرية حتشبسوت على أنّها الملكة التوراتية بلقيس، وعرّف أيضًا بلاد البنط على أنّها مملكة سليمان والفرعون تحتمس الثالث على أنّه الملك التوراتي شيشق. زعم فيليكوفسكي أنّ رسائل تل العمارنة المصرية -التي تعود إلى أواخر عهد الأسرة المصرية الثامنة عشر- تصف أحداث مملكتي إسرائيل ويهوذا منذ عهد الملك أخاب تقريبًا.

## أعماله اللاحقة حول التاريخ القديم
كان من المقرّر نشر مجلد ثانٍ بعد فترة وجيزة من صدور المجلّد الأول، ولكن أُجّل نشره. بدلًا من ذلك، نشر فيليكوفسكي أوديب وأخناتون في عام 1960؛ الكتاب الذي أدّعى من خلاله أنّ الفرعون أخناتون هو أصل أسطورة أوديب اليونانية، وأنّ لايوس هو في الواقع أمنحتب الثالث، وأنّ إتيوكليس هو في الحقيقة توت عنخ آمون.
نشر فيليكوفسكي مجلّدين إضافيين من هذه السلسلة في السنتين الأخيرتين من حياته. تناول فيليكوفسكي الحقبة الأخيرة من حقب عملية إعادة التشكيل الخاصة به في مجلّد شعوب البحر، إذ تناول أيضًا موضوع الغزوات الفارسية لمصر. عرّف فيليكوفسكي الأسرة المصرية العشرين التي أرّخها مانيتون على أنّها السلالات التي حكمت مصر المستقلّة حديثًا في أوائل القرن الرابع قبل الميلاد، واعتبر خبر كارع الأول شبحًا مزدوجًا لرمسيس الثالث. خاض رمسيس الثالث غزوات عن طريق شعوب البحر، بما في ذلك شعب «بالستو» الذي يُعرف باسم الفلستيون. يعتقد فيليكوفسكي أن شعب بالستو هم الفرس، أمّا شعوب البحر الأخرى فهم مرتزقة لليونان. وبذلك، تصبح الأسرة المصرية الحادية والعشرون جزءًا من سلالة الكهنة أو الملوك الذين حكموا الواحات بالتزامن مع الفرس.